# بستنی (فیلم ۲۰۱۴)
«بستنی» (انگلیسی: Ice Cream) فیلمی در ژانر ترسناک است که در سال ۲۰۱۴ منتشر شد.